# Sudhir Venkatesh

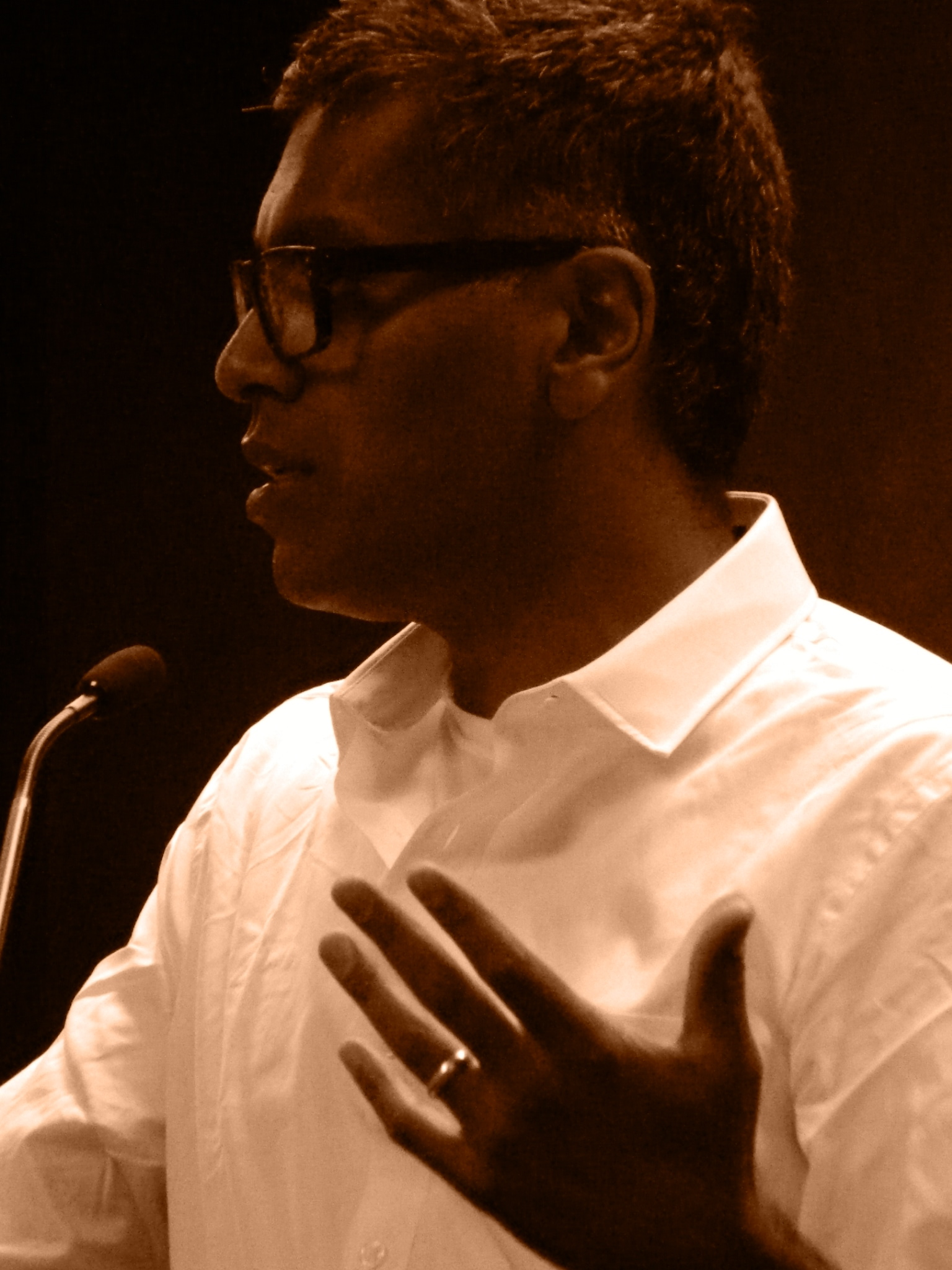
Sudhir Venkatesh (2013)

Sudhir Alladi Venkatesh  (* 1966 in Chennai, Indien) ist ein US-amerikanischer Soziologe. Er ist Professor an der Columbia University.

## Leben
Sudhir Venkateshs Oberschichtenfamilie emigrierte in die USA, und er wuchs in Kalifornien auf. Er studierte Mathematik an der University of California, San Diego (B.A., 1988). Er wechselte zur Universität Chicago  und wurde 1997 mit der Dissertation American project: an historical-ethnography of Chicago's Robert Taylor Homes bei William Julius Wilson promoviert. Seine Studie in einer Wohnanlage war das Ergebnis einer sechsjährigen „Teilnehmenden Beobachtung“.
Von 1996 bis 1999 war er Junior Fellow an der Harvard University und erhielt im Jahr 2000 ein Stipendium der National Science Foundation (NSF).  Er wurde als „William B. Ransford Professor of Sociology“ an die Columbia-Universität berufen und ist Gastdozent an der Law School der Universität und Mitglied des „Institute for Research in African-American Studies“. Er unternahm eine Feldstudie über Straßenprostitution, deren Ergebnisse von Steven Levitt und Stephen J. Dubner in ihrem Buch Freakonomics ausgewertet wurden. In seiner Untersuchung Gang Leader for a Day (2008) rückte er methodisch noch weiter von einer soziologischen Studie mit nachprüfbaren Ergebnissen ab, er nahm sich auch als teilnehmender Beobachter nicht mehr zurück. Dafür landete er mit dieser Veröffentlichung auf der Bestsellerliste der New York Times und als Star in die Gesellschaftskritiken der Feuilletons und Kulturkanäle.
Im Jahr 2009 wurde er Direktor des Institute for Social and Economic Research and Policy (ISERP) an der Columbia University. Unregelmäßigkeiten in der kaufmännischen Abrechnung führten dort allerdings alsbald zu seiner Ablösung. Venkatesh unterbrach 2010 seine Lehrtätigkeit und war zeitweise als Senior Research Advisor beim Justizministerium der Vereinigten Staaten beschäftigt.
Seine Studie Off the Books: The Underground Economy of the Urban Poor erhielt 2006 den „C. Wright Mills Award“. Venkatesh drehte mehrere Dokumentarfilme. Im Film Dislocation (2002) folgte er Familien, die aus einer aufgelassenen Wohnsiedlung ausziehen müssen. Im Film At the Top of My Voice (2007/2008) dokumentierte er die Rückkehr eines Wissenschaftlers in dessen Heimatland Georgien.
Venkatesh war ab 2011 einer der akademischen Direktoren der Berlin School of Creative Leadership, einem MBA-Programm der Steinbeis-Hochschule.

## Schriften (Auswahl)
- Floating city : a rogue sociologist lost and found in New York's underground economy. New York : The Penguin Press, 2013
  - Floating city. Aus dem Englischen von Jürgen Neubauer. Hamburg : Murmann, 2015[8]
- Gang leader for a day : a rogue sociologist takes to the streets. New York : Penguin Press, 2008
  - Underground Economy.  Was Gangs und Unternehmen gemeinsam haben. Aus dem Amerikan. von Christoph Bausum.  Econ Verlag, Berlin 2008, ISBN 3-430-20019-9
- mit Ronald Kassimir (Hrsg.): Youth, Law & Globalization. Stanford University Press, 2007
- Steven D. Levitt und Sudhir Alladi Venkatesh: An Empirical Analysis of Street-Level Prostitution, (Extremely Preliminary and Incomplete). September 2007
- Off the Books: The Underground Economy of the Urban Poor. Cambridge, Mass. : Harvard University Press, 2006
- mit Robert J. Chaskin, Prudence Brown und Avis Vidal: Building Community Capacity. Aldine Gruyter, 2001
- American project : the rise and fall of a modern ghetto.  Cambridge, Mass. : Harvard University Press, 2000

## Übersetzungen
- Floating City. Gangster, Schlepper, Callgirls und andere unglaubliche Unternehmer in New Yorks Untergrundökonomie Murmann Verlag, Hamburg, 2015